# Prise de Mers el-Kébir (1504)
Pour les articles homonymes, voir Siège d'Oran et de Mers el-Kébir.
Conflits algéro-hispaniques
La prise de Mers el-Kébir en 1504 est la bataille par laquelle l'Empire espagnol prend possession de Mers el-Kébir, qui était alors un des ports du Maghreb central aux mains des Zianides de Tlemcen et voisin de celui d'Oran. Elle est menée par Don Diego de Cordoba mais préparée et financée par le Cardinal De Cisneros et s'inscrit dans une politique espagnole qui consiste à s'emparer des points stratégiques sur le littoral nord-africain pour assurer sa sécurité maritime et faire cesser les raids corsaires, nombreux depuis la fin de la Reconquista. 
Le cardinal De Cisneros organise une attaque maritime combinée à une attaque terrestre par le débarquement à Mers el-Kébir, place forte à proximité d'Oran qui a été conquise en 1504.
Depuis ce préside, les Espagnols peuvent attaquer Oran (tombée en 1509) et Béjaïa (tombée en 1510) sur le littoral algérien.